# Substrato (ecologia)

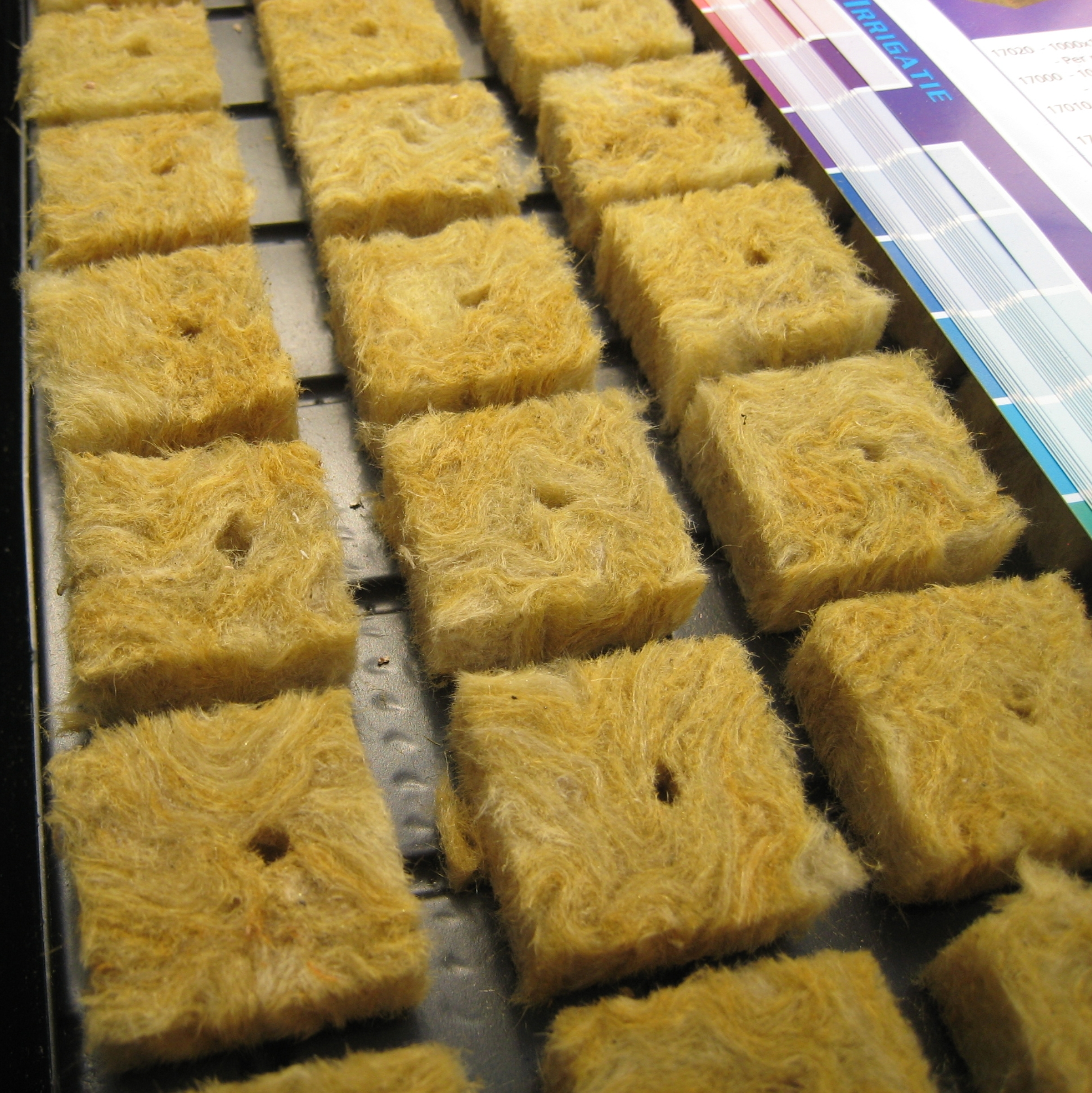
Cubetti di lana di pietra per colture idroponiche.

In biologia ed ecologia il termine substrato indica la superficie su cui vive un essere vivente.
I substrati possono avere sia natura biotica e abiotica; ad esempio alcune alghe prosperano su un substrato di rocce e, al tempo stesso, costituiscono il substrato di altre specie animali o vegetali.
I substrati possono essere anche sintetici; ad esempio nelle coltivazioni idroponiche si usano substrati in lana di roccia, fibra di vetro, fibra di ceramica.